# Aminat Nalbijewna Kuschchowa
Aminat Nalbijewna Kuschchowa (russisch Аминат Нальбиевна Кушхова; englische Schreibweise Aminat Kushkhova; * 29. Juli 1993) ist eine ehemalige russische Tennisspielerin.

## Karriere
Lasarewa begann mit acht Jahren das Tennisspielen und bevorzugt Hartplätze. Sie spielte vor allem bei Turnieren der ITF Women’s World Tennis Tour, wo sie drei Titel im Einzel und fünf im Doppel gewinnen konnte.

## Turniersiege

### Einzel
| Nr. | Datum              | Turnier             | Kategorie   | Belag     | Finalgegnerin       | Ergebnis |
| --- | ------------------ | ------------------- | ----------- | --------- | ------------------- | -------- |
| 1.  | 29. September 2013 | Marathon            | ITF $10.000 | Hartplatz | Maria Sakkari       | 6:0, 7:5 |
| 2.  | 17. November 2013  | Iraklio             | ITF $10.000 | Teppich   | Vendula Žovincová   | 6:2, 6:2 |
| 3.  | 29. März 2015      | Scharm asch-Schaich | ITF $10.000 | Hartplatz | Dschulija Tersijska | 6:3, 6:0 |

### Doppel
| Nr. | Datum             | Turnier             | Kategorie   | Belag     | Partnerin          | Finalgegnerinnen                 | Ergebnis |
| --- | ----------------- | ------------------- | ----------- | --------- | ------------------ | -------------------------------- | -------- |
| 1.  | August 2010       | Braunschweig        | ITF $10.000 | Sand      | Olga Panowa        | Jana Nabel Antonia Lottner       | 6:3, 6:0 |
| 2.  | 5. Oktober 2013   | Athen               | ITF $10.000 | Hartplatz | Polina Leikina     | Franziska König Lisa Sabino      | 7:5, 6:3 |
| 3.  | 14. Februar 2015  | Scharm asch-Schaich | ITF $10.000 | Hartplatz | Kamila Kerimbajewa | Diana Bogoliy Polina Leikina     | 6:3, 6:1 |
| 4.  | 25. April 2015    | Dakar               | ITF $15.000 | Hartplatz | Margarita Lasarewa | Conny Perrin Jekaterina Jaschina | 6:3, 6:2 |
| 5.  | 26. Dezember 2015 | Antalya             | ITF $10.000 | Sand      | Julija Stamatowa   | Karin Kennel Nastja Kolar        | 7:5, 6:1 |